# 奇泰尔纳
奇泰尔纳（義大利語：Citerna），是意大利佩鲁贾省的一个市镇。总面积24.2平方公里，人口3464人，人口密度143.1人/平方公里（2009年）。ISTAT代码为054011。